# Weekly News 西の風
Weekly News 西の風 （ウイークリーニュースにしのかぜ）は、株式会社西の風新聞社によって東京都西多摩地域を対象に発行されている、タブロイド判の地域新聞。毎週木曜日発行で、購読料は1か月990円。

## 歴史
1988年（昭和63年）に株式会社エクスポーズ秋川が発行する『秋流新聞・西の風』（あきるしんぶん・にしのかぜ）として創刊された。同年10月22日付で「創刊準備号」が、同年11月4日付で創刊号（第1号）がそれぞれ発刊されている。株式会社エクスポーズ秋川は同年8月中旬から設立準備が進められ、同年10月19日に設立登記された。資本金は2,250万円で、代表取締役社長は橋本健司、副社長は石川昌宏・森田浩一、代表取締役専務は藤沢昌一であった。
創刊当初は旧秋川市二宮（現：あきる野市）に本社を置き、「知ろう情報・創ろう文化」をテーマに、秋川流域である秋川市および西多摩郡五日市町（いずれも現在のあきる野市）、同郡日の出町・檜原村の4市町村を取材・販売対象としていた。創刊当時は毎週金曜日発行のタブロイド判で、8ページと4ページの併刊が予定されており、購読料は月額600円だった。1989年（平成元年）6月9日付で第三種郵便物認可を受けた。
1996年（平成8年）には本社社屋をあきる野市秋川1-1-13（秋川駅北口前）へ移転し、1998年（平成10年）5月1日付の第468号までこの題字で発行されていたが、同月15日に発行された第469号から現行の『Weekly News 西の風』へ改題し、発行元も現行の株式会社西の風新聞社へ改称した。改題に当たり、業務区域を従来の秋川流域から西多摩全域（青梅市・あきる野市・福生市・羽村市・瑞穂町・日の出町・奥多摩町・檜原村）へ拡大、同時に紙面もそれまでの8ページから12ページに増量、これに伴って購読料を月600円から800円に値上げした。また、同時に「西多摩の家庭の茶の間に西の風」というキャッチフレーズを制定している。2013年（平成25年）2月24日には青梅市長淵7-318（岩浪建設ビル4階）に本社を移転したが、2021年（令和3年）5月6日には本社を現在地のあきる野市舘谷199（武蔵五日市駅近く）へ再移転している。2018年（平成30年）6月15日号（第1457号）までは毎週金曜日発行だったが、同月21日号（第1458号）からは毎週木曜日発行となった。
かつては本紙と同じく秋川流域を取材・販売対象としていた新聞として、本紙創刊直後の1989年（平成元年）8月まで新五日市社から発行されていた週刊紙『秋川新聞』があり、同紙は本紙創刊直後の1988年12月、後述のコラムおよび『西の風』の発起人である日の出町議・MKを辛辣に批判する記事を掲載していた。しかし1989年8月11日、新五日市社の社長の息子である宮﨑勤が東京・埼玉連続幼女誘拐殺人事件の犯人として逮捕され、それをきっかけに同事件の犯行現場の1つとして、宮崎の実家でもあった同社の社屋が全国的に報道されたことや、社内で用いられていたイメージスキャナが犯行の証拠品として警察に押収されたことなどから、同紙は発行継続が不可能になり、廃刊となっている。なお『西の風』は宮崎の逮捕直後、同事件の報道については「五日市町、秋川流域全体にわたり大きな衝撃と影響がある」ことを考慮し、報道を当分見合せることを決定している。

## 物議を醸した記事

### 1988年
創刊直後の同年12月9日号では、コラム「阿伎留台地」で秋川流域4市町村の市町村議会議員の在り方を批判する論説（一般質問の要旨そのものを自身では何も考えず、議会事務局や役所の職員に任せることなどを批判した内容）を展開したが、その内容に関して4市町村の各議会から全市町村議員の連名による抗議文提出を受け、「不穏当な記事があった」として謝罪文を掲載している。前述の『秋川新聞』によれば、『西の風』の発起人であるMKは日の出町議会の非主流派議員（反町長派）の1人であり、創刊当時の編集長であるFは『西多摩新聞』記者時代に日の出町長を批判する記事を掲載したとして抗議を受け、謝罪に追い込まれたという経歴を持つ人物である。同紙によればMKはその一件でFを激励し、『西の風』の創刊に至ったという。
当時日の出町長を務めていた宮岡武一は、1990年（平成2年）に゙退任するまで3期12年にわたって3代目の町長を務めており、後述するように町議会で『西の風』を辛辣に批判する発言をした青木國太郎は同年の町長選挙で宮岡の町政継承を訴え、4代目町長として当選している。

### 2001年
2001年（平成13年）3月9日付の一面では、西秋川衛生組合（あきる野市、日の出町・檜原村で構成）の「高尾清掃センター」のゴミ焼却炉建て替えが、地元住民の難色で暗礁に乗り上げている問題の歴史的背景を解説する記事を掲載したが、同月21日に開かれた日の出町議会第1回定例会では、青木が同記事について一般質問で、「西の風というきわめて偏向的な不定見な新聞」「歴史的な事実を捏造して、このようなことを書いています」「もう西の風なんていう新聞を相手にする気は全くありません。この庁舎には出入禁止と（すべき）」などと、同紙を厳しく批判する発言をした。西の風新聞社側によれば、この発言は当該記事だけでなく、過去の同紙のコラム記事の内容も含めての発言である。
西の風新聞社はこれらの発言によって名誉を毀損されたとして、同年7月から9月末まで2度にわたり、文書（内容証明郵便）で青木に対し「捏造」だとする箇所を質問したが、いずれも期限までに回答がなかったため、同年12月25日付で同町を相手取り、500万円の支払いを求める損害賠償請求訴訟を東京地方裁判所八王子支部に提起した。この訴訟では青木の発言の違法性が争点となり、原告である西の風新聞社は、青木の発言は国家賠償法第1条で規定された「公権力の行使に当たる公務員が、その職務を行うについて、故意または過失によって違法に他人に損害を加えた」と主張していたが、東京地裁八王子支部（園部秀穂裁判長）は2004年（平成16年）9月9日、原告の請求を棄却する判決を宣告した。同地裁支部は判決理由で、青木の発言は不穏当な言葉であり、原告（西の風新聞社）が社会から受ける客観的評価を低下させるものと認定したが、同時に記事内容は秋川流域の市町村が迷惑施設の分担を申し合わせた経緯について事実に反するとも認定。町長の発言は誤った前提の報道に対して正当性を主張するものであり、意見や論評の域を逸脱する違法性はないと結論付けた。西の風新聞社は同発言を不服として、同月24日付で東京高等裁判所へ控訴した。